# Син сминдух
Синият сминдух, още Полски сминдух или Гъбена трева (Trigonella caerulea), e едногодишно растение от семейство Бобови (Fabaceae).
Растението произлиза от Гърция и е натурализирано в Европа, включително и в България, Азия и Северна Америка.
Едногодишно растение с височина 1 m. Стъблото е право с гъсто насочени нагоре разклонения. Листата са яйцевидни, 2 – 5 cm дълги, 1 – 2 cm широки, продълговати, рязко назъбени по краищата. Прилистниците са триъгълно ланцетни и назъбени. Дръжките на съцветията са по-дълги от листата. Прилича на люцерна.
Отглеждане: Семената могат да се засеят от март до юни по примерна схема 20 – 30 х 5 – 10 cm. За да поникнат семената оптималната температура е около 10 – 12 градуса. След 2 до 4 седмици семената поникват. За да се развива добре растението е необходима температура около 20 – 25 градуса. Има нужда от регулярно поливане, но трябва да се внимава да не се прелее.
В част от страните от бившия СССР този вид е известен и като „гъбена трева“. Нито в българските, нито в западните източници се споменава, че полският сминдух има нещо общо с гъбите. Причина за това име е факта че изсушените цветове имат не много силен, но доста чист аромат на гъби.

## Употреба
Полският сминдух се отглежда и у нас, предимно заради стъблата и листата, за разлика от градинския сминдух (Trigonella foenum-graecum), който се отглежда предимно заради семената.
Всички части на растението имат силен аромат.
Листата, изсушени и смлени на прах, се използват за ароматизиране и оцветяване на зеленото швейцарско сирене Шабцигер, което се произвежда само в кантон Гларус, Швейцария. Сиренето има зеленикав цвят, който се получава в резултат на добавянето в млякото на стръкчета син сминдух.
Плодовете и съцветията, изсушени и смлени на прах, се използват в грузинската кухня като подправката „Уцко-сунели“, така също и като една от съставките на смесите „Хмели-сунели“ и „Сванска сол“. За направата на „Уцко-сунели“ може да се използва и градинския сминдух, но той дава горчив привкус и трябва да се ползва много внимателно.
Сминдуха се използва при приготвянето на много ястия от българската кухня, например зелеви сарми.